# Synagoge (Metzervisse)

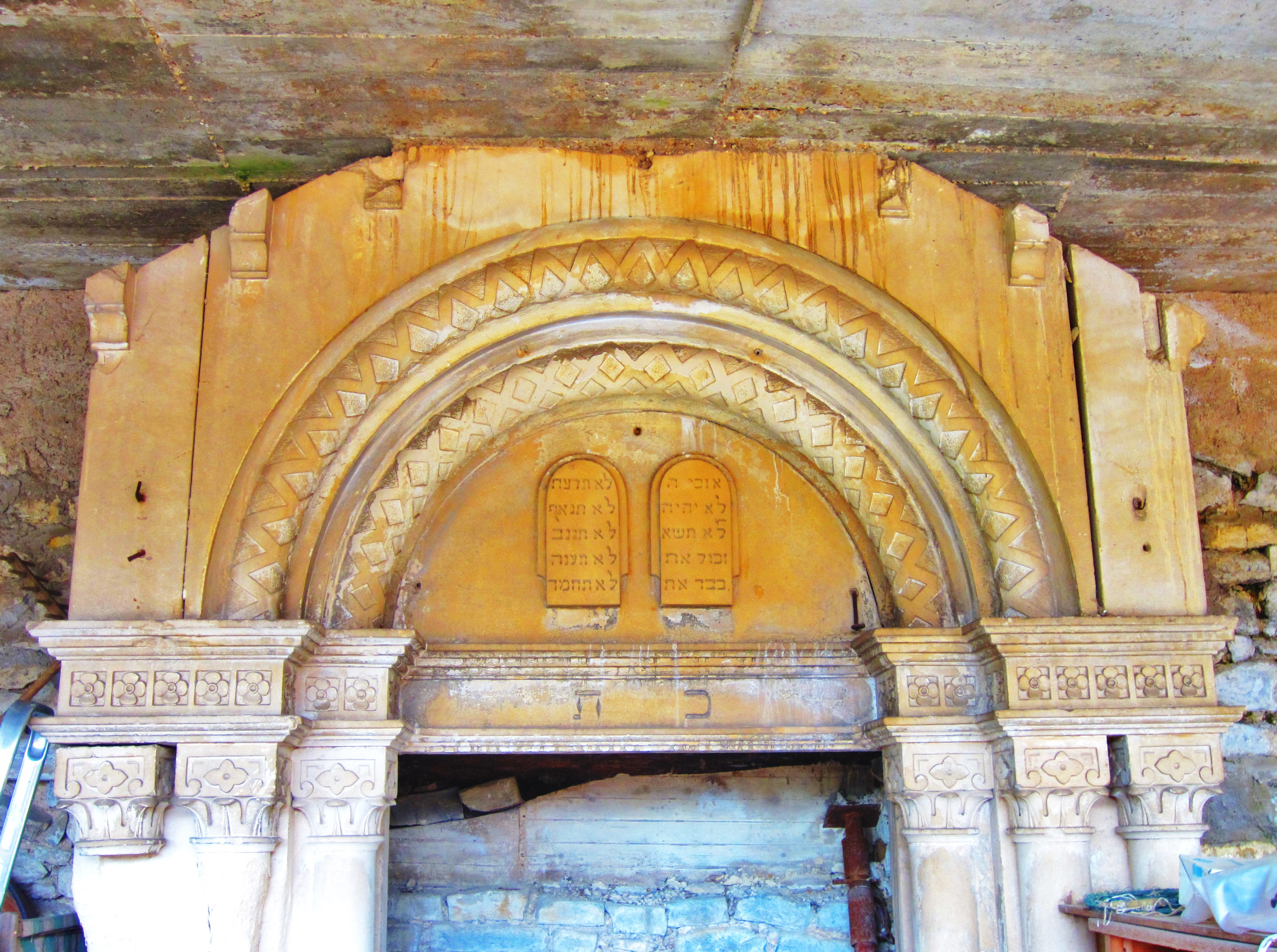
Toraschrein in der Synagoge in Metzervisse

Die Synagoge in Metzervisse, einer Gemeinde im Département Moselle in der französischen Region Grand Est, wurde 1748 errichtet. Die profanierte Synagoge befindet sich in der Grand-Rue.
Das Synagogengebäude wurde 1942 von den deutschen Besatzern im Zweiten Weltkrieg verwüstet und danach zweckentfremdet.